# Festuca spiralifibrosa
Festuca spiralifibrosa är en gräsart som beskrevs av Jean Jacques Vetter. Festuca spiralifibrosa ingår i släktet svinglar, och familjen gräs. Inga underarter finns listade i Catalogue of Life.